# Nati nel 1158
| Questa pagina contiene informazioni ricavate automaticamente dalle voci biografiche con l'ausilio del template Bio e di un bot. L'aggiornamento è periodico e automatico e ricostruisce completamente la pagina. Se manca una persona in questa lista, sei pregato di non aggiungerla, ma accertati piuttosto che la sua voce biografica contenga il template Bio e che i dati anagrafici siano correttamente compilati. Se il template Bio manca, inseriscilo tu stesso o, in alternativa, metti l'avviso {{tmp\|Bio}} che ne segnala la mancanza. Se i dati riportati sono sbagliati, correggi direttamente la voce biografica; le modifiche saranno visibili in questa lista entro pochi giorni. Per chiarimenti vedi il progetto biografie. La lista contiene solo le 12 persone che sono citate nell'enciclopedia e per le quali è stato implementato correttamente il template Bio. Pagina aggiornata al 2 mag 2025. |

- 23 settembre - Goffredo II di Bretagna, duca britannico († 1186)
- Al-Nāṣir li-dīn Allāh, califfo († 1225)
- Agnese di Zähringen, nobile tedesca († 1239)
- Philippe de Dreux, vescovo francese († 1217)
- Elena d'Ungheria, sovrana ungherese († 1199)
- Enrico I di Mödling, nobile austriaco († 1223)
- Ermengol VIII di Urgell, conte († 1209)
- Margherita di Francia, principessa francese († 1197)
- Raimondo Berengario III di Provenza, conte († 1181)
- Taira no Koremori, nobile e militare giapponese († 1184)
- Alberto I di Meißen, nobile tedesco († 1195)
- Fujiwara no Ietaka, poeta giapponese († 1237)